# Радзейовиці-Парцель
Радзейовиці-Парцель (пол. Radziejowice-Parcel) — село в Польщі, у гміні Радзейовиці Жирардовського повіту Мазовецького воєводства.
Населення — 286 осіб (2011).
У 1975-1998 роках село належало до Скерневицького воєводства.

## Демографія
Демографічна структура станом на 31 березня 2011 року:
|          | Загалом | Допрацездатний вік | Працездатний вік | Постпрацездатний вік |
| -------- | ------- | ------------------ | ---------------- | -------------------- |
| Чоловіки | 140     | 42                 | 87               | 11                   |
| Жінки    | 146     | 36                 | 86               | 24                   |
| Разом    | 286     | 78                 | 173              | 35                   |